# A falka (film, 2007)
A falka (The Flock) egy 2007-es amerikai thriller Richard Gere és Claire Danes főszereplésével, egyben Andrew Lau hongkongi rendező angol nyelvű debütálása. 
A hollywoodi stúdióktól független film Amerikában csak DVD-n jelent meg 2008-ban, míg Magyarországon 2007. november 22-étől vetítették a mozik.

## Szereposztás
- Erroll Babbage – Richard Gere
- Allison Laurie – Claire Danes
- Viola – KaDee Strickland
- Robert Stiller – Ray Wise
- Custis – Matt Schulze
- Beatrice Bell – Avril Lavigne

## Cselekmény
Miközben fiatal női utódját képzi ki, a közbiztonsági osztály ügynökének meg kell találnia egy eltűnt lányt, aki meggyőződése szerint kapcsolatban áll azzal a feltételesen szabadlábra helyezett szexuális bűnözővel, akinek ügyében nyomoz. A férfi és a tanítványa versenyt futnak az idővel, mialatt egyre több szörnyű részletet fednek fel, mely elvezeti őket a feltételezett gyilkoshoz.

## Forgatási helyszínek
A felvételek többek között az Új-Mexikó állambeli Albuquerque-ben zajlottak.